# Paraplesiops
Paraplesiops es un género de peces de la familia Plesiopidae, del orden Perciformes. Este género marino fue descrito científicamente en 1875 por Pieter Bleeker.

## Especies
Especies reconocidas del género:
- Paraplesiops alisonae Hoese and Kuiter, 1984
- Paraplesiops bleekeri (Günther, 1861)
- Paraplesiops meleagris (Peters, 1869)
- Paraplesiops poweri Ogilby, 1908
- Paraplesiops sinclairi Hutchins, 1987[2]